# Max Cortés
Max Cortés (ur. 12 marca 1971 w Barcelonie) – hiszpański aktor, scenarzysta, producent i reżyser filmów pornograficznych, okazjonalnie także didżej, fotograf i model. Pełnił też funkcję rzecznika prasowego hiszpańskiego magazynu erotycznego „Primera Línea” i Salón Erótico de Barcelona-Klic Klic (SEB). Występował także pod pseudonimami Max Cortez, Mattia, Mr Peter, Adam Sender, Dino Macina, Mr Daniel i Pedro.

## Wczesne lata
Urodził się w skromnej rodzinie w Badalonie, przedmieściu Barcelony. Uczęszczał do szkoły salezjańskiej. Od 17 roku życia zaczął chodzić na siłownię. Po ukończeniu szkoły salezjanów, podjął pracę jako administrator i informatyk. Był pracownikiem siłowni za cztery duro, zanim przez dwa lata pracował jako striptizer na imprezach panieńskich przebrany za chłopca z reklamy Martína i otrzymał 35 tys. peset. Wykonywał kilka programów w każdy weekend i założył własną agencję. Dorabiał także jako fotomodel. 

## Kariera
Pracę w branży porno rozpoczął w 1993. Debiutował przed kamerami w filmie Rytuał seksualny (Rito Sexual, 1994). W 1995 wziął udział w scenie gangbangu. W Madrycie otrzymał propozycję od reżysera José Maríi Ponce, u którego zagrał postać Chino w jego produkcji International Film Group (IFG) Showgirls (1996), a następnie w Solas en la madrugada (1996). José Antonio de la Loma Jr. obsadził go w roli księdza Jezusa w filmie Zakazane pasje w klasztorze San Bartolomeo (Viciosas por vocación, 1996) i jako Jorge w produkcji Przyjemność zemsty (El placer de la venganza, 1996). Był bohaterem filmów Narcísa Boscha, w tym Las aventuras de Mr. X (1996), Vocazione Anale (1997), Higos maduros, nabos duros (1998), Taxi Hard (1999) czy 6 culos vírgenes en las garras de Max (2000), za który zdobył nagrodę Ninfa w kategorii „Najlepszy hiszpański aktor”.

„Nie robię tego dla przyjemności. Jestem aktorem profesjonalistą, choć nie mogę porównywać się do Toma Cruise’a czy Banderasa. Nie mam czasu ani budżetu na przygotowanie postaci. Muszę przestudiować rolę w ciągu jednego dnia, a wszystko koncentruje się wokół seksu.” (Max Cortés)

Pracował z reżyserami europejskimi i amerykańskimi. Wziął udział we włoskiej wysokobudżetowej produkcji In-X-Cess Productions o życiu Francisca Goi Goya – uwodziciel z pędzlem (Goya, la Maja desnuda, 1997) i horrorze Ángela Mory Aragóna Gorex: The Zombi Horror Picture Show (1997) jako Franco. Sterował lotem US w trylogii fantastycznonaukowej Private Media Group Private Black Label 6-8: The Uranus Experiment (1999). Wystąpił w parodii porno Nikita – Nikita X: Licencia para follar (1999) w reż. Conrada Sona, a także jako Charles Puccini w produkcji Zemsta zdziry (La vengeance d’une pute, 2001).
W 1999 zrealizował swój pierwszy film wyprodukowany dla Interselección / Internacional Film Group Doświadczenia hiszpańskiego aktora porno (Vivencias de un Actor Porno Español).
José M. Ponce powierzył jemu rolę diabła w swoich dwóch realizacjach: Gothix (2000) w scenie pt. Angelos y Demonios oraz pornograficznej wersji dramatu Goethego Faust – Private Black Label 26: Faust Power of Sex (2000), filmie Private Media Group uhonorowanym nagrodą Ninfa w kategorii „Najlepszy hiszpański film”. 
Rocco Siffredi zaangażował go do swojej produkcji Rocco Ravishes Prague 3-4 (2001) i Rocco Ravishes Ibiza (2005). Wziął też udział w Wyznaniach seksoholika (Embrujo sexual, 2002), produkcjach gonzo, a także komedii No lo llames amor... llámalo X (2011) z Adrianą Ozores i Sophie Evans.
W 2008 był rzecznikiem XVI Festival Internacional de Cine Erótico (FICEB) w Madrycie i wziął udział w konferencji prasowej przed 3. dorocznym festiwalem „Sex en Catala” w Barcelonie.
„Pornografia to jeszcze jedna opcja rozrywki. Jednego dnia możesz cieszyć się koncertem, innego filmem, następnego obejrzeć zawody sportowe, a jeszcze innego cieszyć się treściami erotycznymi lub pornograficznymi”. (Max Cortés)
W latach 2009–2019 pracował dla Kink.com Public Devons w scenach BDSM i Bondage w Barcelonie z udziałem Pabla Ferrariego, Steve’a Holmesa i Juana Lucho. Jedna z tych realizacji BBW Mimosa Sacrifices Every Last Dread of Dignity (2019) zdobyła nominację do AVN Award w kategorii „najbardziej skandaliczna scena seksu” z Mimosą, Mistress Karą, Juanem Lucho i Tommym Pistolem. W 2010 razem z Sophie Evans był rzecznikiem Festival Internacional de Cine Erótico de Barcelona, podczas którego odbywały się występy na żywo, konkursy i spotkania producentów, artystów, webmasterów, blogerów i prezentacja sklepów erotycznych. W 2012 był gospodarzem gali wręczenia nagród Galaxy Awards (MilkyWayChannel.com). Gościł w 20-odcinkowym serialu internetowym Lara y su Mini (2013) w reż. Roberta Valtueñy. W 2014 otrzymał nagrodę honorową organizacji FICEB.
Zagrał szeryfa Driscolla w porno westernie fantasy Outland I: Beyond the Far West (2016), nominowanym do AVN Award, XBiz Award i XRCO Award, i jego sequelu Outland II: Looking for Freedom (2016). W 2017 uczestniczył w Salón Erótico de Barcelona (SEB).
Zajął siódme miejsce w rankingu hiszpańskiego portalu Erotismo Sexual na najbardziej znanych aktorów porno.

## Muzyczne przedsięwzięcia
W 2006 rozpoczął trasę koncertową jako DJ–amator. Występował w najważniejszych klubach w Barcelonie, w tym Rainbow (od 2010) i Catwalk Studio (2014–2015).

## Życie prywatne
„Wstydzę się ujawniać swoje życie prywatne. A seks przed kamerą nie jest moim życiem prywatnym. Seks, który oferujemy w filmach, nie jest moją intymnością, to tylko interpretacja, którą tworzę”. (Max Cortés)
W 2005 w Las Vegas zawarł związek małżeński z Noemí.

## Nagrody i nominacje
| Rok  | Nagroda                                | Kategoria                                               | Film                                                                                           | Inni wykonawcy                                   | Rezultat  |
| ---- | -------------------------------------- | ------------------------------------------------------- | ---------------------------------------------------------------------------------------------- | ------------------------------------------------ | --------- |
| 1999 | Ninfa                                  | Najlepszy aktor hiszpański                              | –                                                                                              | –                                                | Wygrana   |
| 2000 | Hot d’Or (Cannes)                      | Najlepszy aktor europejski – największa nadzieja        | –                                                                                              | –                                                | Nominacja |
| 2000 | Ninfa                                  | Najlepszy aktor hiszpański                              | Seis culos vírgenes en las garras de Max (2000)                                                | –                                                | Wygrana   |
| 2001 | Ninfa                                  | Najlepszy aktor hiszpański                              | Perras amaestradas (2004)                                                                      | –                                                | Wygrana   |
| 2002 | European X Festival (Bruksela, Belgia) | Najlepszy aktor europejski                              | –                                                                                              | –                                                | Wygrana   |
| 2002 | Ninfa                                  | Najlepszy aktor hiszpański                              | Sex maníaco (2000)                                                                             | –                                                | Wygrana   |
| 2002 | Ninfa                                  | Wybitny aktor pierwszoplanowy                           | Angelmanía (2000)                                                                              | –                                                | Nominacja |
| 2002 | Ninfa                                  | Najlepszy reżyser hiszpański                            | Serial Fucker 1 (2000)                                                                         | –                                                | Nominacja |
| 2003 | Ninfa                                  | Najlepszy hiszpański aktor drugoplanowy                 | Teorema X (2003)                                                                               | –                                                | Wygrana   |
| 2003 | Ninfa                                  | Najlepszy reżyser hiszpański                            | Darx (2003)                                                                                    | –                                                | Nominacja |
| 2004 | Venus Award                            | Najlepszy reżyser europejski                            | –                                                                                              | –                                                | Nominacja |
| 2004 | Venus Award                            | Najlepszy aktor                                         | Millionaire (2004)                                                                             | –                                                | Nominacja |
| 2004 | Ninfa                                  | Najlepszy reżyser hiszpański                            | Serial Fucker 5 (2003)                                                                         | –                                                | Nominacja |
| 2004 | Prague Erotica Sex (Czechy)            | Najlepszy aktor europejski                              | –                                                                                              | –                                                | Wygrana   |
| 2004 | European X Award (Bruksela, Belgia)    | Najlepszy aktor hiszpański                              | –                                                                                              | –                                                | Wygrana   |
| 2004 | European X Award (Bruksela, Belgia)    | Najlepszy film 100% seksu                               | Serial Fucker 5 (2003)                                                                         | –                                                | Wygrana   |
| 2005 | Diana (Meksyk)                         | Najlepszy aktor                                         | –                                                                                              | –                                                | Wygrana   |
| 2005 | European X Award (Bruksela, Belgia)    | Najlepszy aktor hiszpański                              | –                                                                                              | –                                                | Wygrana   |
| 2005 | European X Award (Bruksela, Belgia)    | Najlepszy film 100% seksu                               | Serial Fucker 6 (2004)                                                                         | –                                                | Wygrana   |
| 2005 | Ninfa                                  | Najlepszy aktor hiszpański                              | A través de la ventana (2005)                                                                  | –                                                | Wygrana   |
| 2005 | Ninfa                                  | Najbardziej oryginalna scena seksu                      | First Class Euro Sluts 4 (2004)                                                                | Nikky Blond i Toni Ribas                         | Nominacja |
| 2005 | Ninfa                                  | Najbardziej oryginalna scena seksu                      | Sex Tails 3 (2005)                                                                             | Julie Silver, Oliver Sánchez i Phil Holliday     | Nominacja |
| 2005 | XIV Premis Túria                       | Najlepszy europejski aktor porno                        | –                                                                                              | –                                                | Wygrana   |
| 2006 | European X Award (Bruksela, Belgia)    | Najlepszy aktor europejski                              | –                                                                                              | –                                                | Wygrana   |
| 2006 | Venus Paris Fair / EuroEline Awards    | Nagroda Jury                                            | –                                                                                              | –                                                | Wygrana   |
| 2006 | Exposex de Madrid                      | Najlepszy aktor hiszpański                              | –                                                                                              | –                                                | Wygrana   |
| 2006 | Ninfa                                  | Najoryginalniejsza scena seksu                          | Café Diablo (2006)                                                                             | Dunia Montenegro i Salma de Nora                 | Wygrana   |
| 2006 | Ninfa                                  | Najlepszy aktor hiszpański                              | Sextasis (2006)                                                                                | –                                                | Nominacja |
| 2007 | European X Award (Bruksela, Belgia)    | Najlepszy film hiszpański                               | Sextasis (2006)                                                                                | –                                                | Wygrana   |
| 2007 | European X Award (Bruksela, Belgia)    | Najlepszy aktor hiszpański                              | –                                                                                              | –                                                | Wygrana   |
| 2007 | European X Award (Bruksela, Belgia)    | Najlepszy reżyser hiszpański                            | –                                                                                              | –                                                | Wygrana   |
| 2007 | Ninfa                                  | Najlepszy aktor wybrany przez publiczność               | –                                                                                              | –                                                | Wygrana   |
| 2007 | AVN Award                              | Najlepsza zagraniczna produkcja                         | Nasty Dreams (2006)                                                                            | –                                                | Nominacja |
| 2007 | AVN Award                              | Najlepsza scena w zagranicznej produkcji                | Rocco’s More Sluts in Ibiza (2006)                                                             | Liliane Tiger, Roberto Chivas i Rocco Siffredi   | Nominacja |
| 2008 | ProPorn                                | Osoba najbardziej zaangażowana w rozrywkę dla dorosłych | –                                                                                              | –                                                | Wygrana   |
| 2008 | European X Award (Bruksela, Belgia)    | Najlepszy aktor hiszpański                              | –                                                                                              | –                                                | Wygrana   |
| 2008 | European X Award (Bruksela, Belgia)    | Najlepszy reżyser hiszpański                            | –                                                                                              | –                                                | Wygrana   |
| 2008 | Ninfa                                  | Najlepszy aktor drugoplanowy                            | The Game: El Juego de la Perversión                                                            | –                                                | Nominacja |
| 2009 | Hot d’Or                               | Najlepszy europejski wykonawca                          | –                                                                                              | –                                                | Nominacja |
| 2013 | Ninfa                                  | Najlepszy aktor                                         | –                                                                                              | –                                                | Nominacja |
| 2014 | Ninfa                                  | Nagroda honorowa organizacji FICEB                      | –                                                                                              | –                                                | Wygrana   |
| 2014 | Ninfa                                  | Najlepszy aktor                                         | –                                                                                              | –                                                | Nominacja |
| 2016 | Ninfa                                  | Najlepszy reżyser                                       | –                                                                                              | –                                                | Nominacja |
| 2018 | Ninfa                                  | Najlepsza scena seksu analnego                          | Los Predicamilfs (2017)                                                                        | Sofia Star i Alberto Blanco                      | Nominacja |
| 2018 | XBIZ Europa Award                      | Najlepsza scena seksu gonzo                             | Doe Projects (2017)                                                                            | Angel Rush i Francys Belle                       | Nominacja |
| 2020 | AVN Award                              | Najbardziej skandaliczna scena seksu                    | Spring Breaker’s Guide to Masochism (BBW Mimosa Sacrifices Every Last Dread of Dignity) (2019) | Mimosa, Mistress Kara, Tommy Pistol i Juan Lucho | Nominacja |